# Große Wiesenameise
Die Große Wiesenameise (Formica pratensis) gehört zur Gattung der Waldameisen (Formica) in der Unterfamilie der Schuppenameisen (Formicinae).

## Merkmale

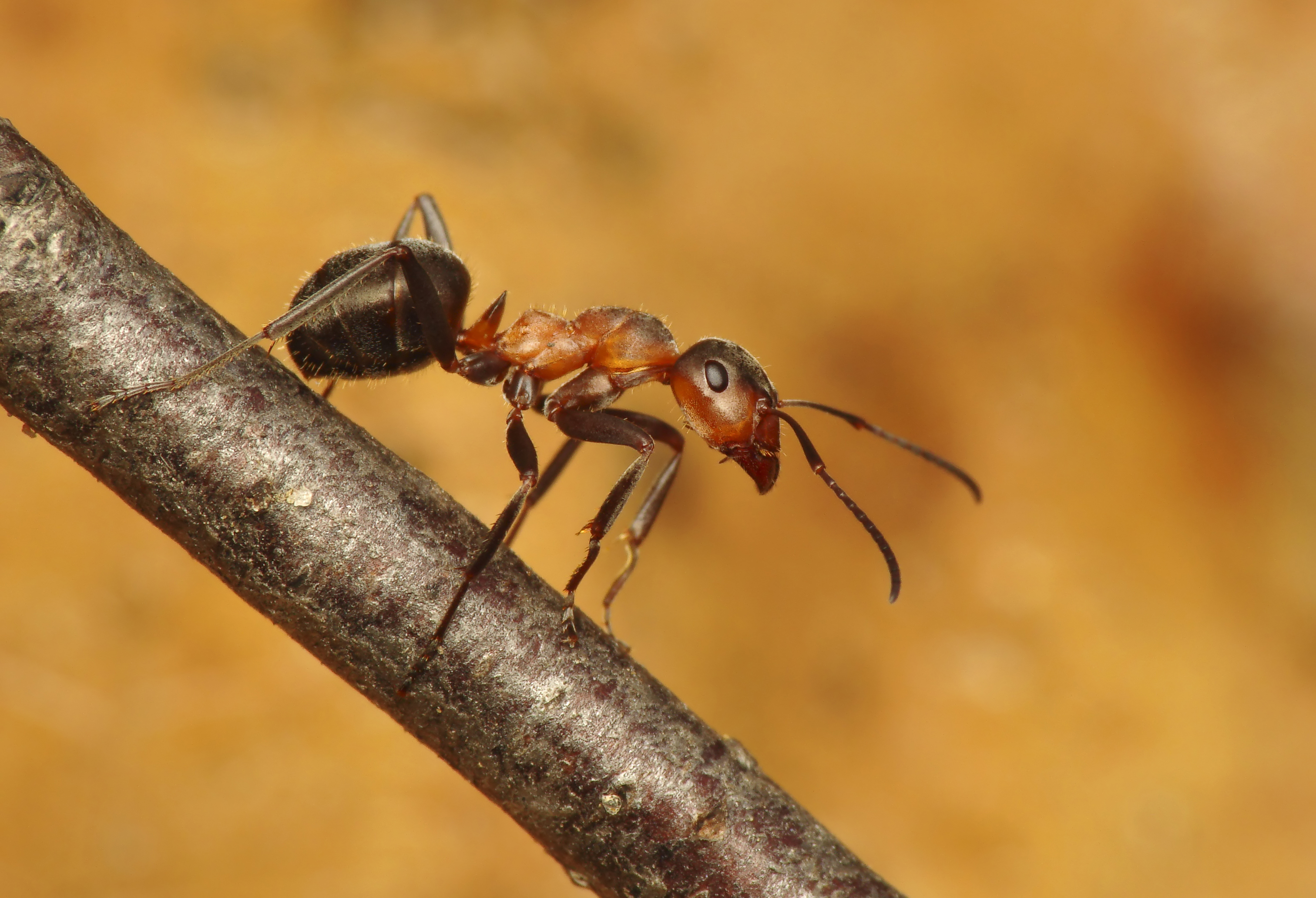
Formica pratensis

Der vordere Teil des Körpers ist überwiegend rot gefärbt, Gaster und Kopfoberseite sind schwarz. Die zwei großen Flecken auf Pronotum und Mesonotum sind ebenso tief schwarz und meist klar umgrenzt. Die Beine, die Antennen und die gut ausgeprägten Mundwerkzeuge sind schwarzbraun. Der Körper ist an der Oberseite fast durchgehend mit kurzen Borsten bewachsen, dadurch wirkt die Oberfläche matter und gröber, als bei anderen Waldameisen-Arten. Die Arbeiterinnen werden 4,5 bis 9,5 Millimeter lang und sind somit auch im Schnitt etwas größer als die Vertreter anderer Arten wie etwa die Rote Waldameise (Formica rufa) oder die Kahlrückige Waldameise (Formica polyctena). Die Geschlechtstiere werden 9 bis 11 Millimeter lang.

## Verbreitung und Lebensraum
Ihr Verbreitungsgebiet erstreckt sich paläarktisch von den Pyrenäen bis zum Jenissei in Sibirien. In Europa kommt sie von Fennoskandien (63,5° Nord) bis zum Balkan (41° Nord) vor. In den Alpen siedelt sie bis zu einer Höhe von 1.500 Metern. Sie bevorzugt gut besonnte Stellen auf offenen Flächen wie bebuschten Trockenrasen, trockenen Heiden und Wiesenhängen in der Nähe von Baumgruppen. Sie ist an Wegrändern und Böschungen zu finden.

## Lebensweise
Die Große Wiesenameise bildet meist monogyne oder auch schwach polygyne Staaten. Oft lebt der Staat in einem einzelnen Nest, selten entstehen polydome Nestkolonien, eigentlich nur bei Abwesenheit dominanter Arten (z. B. Rote Waldameise (F. rufa)). Die initiale Koloniegründung erfolgt sozialparasitär bei Sklavenameisen (Serviformica), meist bei der Rotrückigen Sklavenameise (F. cunicularia).
Als Besonderheit bildet diese Waldameisen-Art jedes Jahr eine zweite Geschlechtstierbrut aus. Die erste Generation schwärmt zwischen Ende April und Mitte Juli, die zweite Generation zwischen Mitte August bis Ende September. Diese zweite Generation von Geschlechtstieren, sowie die Größe der Arbeiterinnen wird durch die verstärkte Fütterung mit Drüsensekreten ermöglicht, da alle Arbeiterinnen der Großen Wiesenameise über außergewöhnlich gut entwickelte Futterdrüsen verfügen.
Die Ernährung besteht vorwiegend aus Insekten und anderen kleineren Beutetieren sowie aus Honigtau der Blattläuse. Sie trägt zur Verbreitung von myrmekochoren Pflanzen bei, deren ölige Samenanhängsel (Elaiosomen) als Nahrung genutzt werden. Die Streukuppel ihrer Hügelnester besteht aus zerbissenen Halmen, Baumnadeln und kleinen Ästen. Der Durchmesser kann über einen Meter betragen, allerdings sind die Hügel immer sehr flach.

## Gefährdung und Schutz
Die Großen Wiesenameisen und ihre Nester sind wie alle hügelbauenden Waldameisen in Deutschland nach der Bundesartenschutzverordnung besonders geschützt. Sie stehen auf der Vorwarnliste der Roten Liste Deutschlands (Seifert et al 2011).

## Systematik
Die Große Wiesenameise (Formica pratensis) wird in folgende Unterarten aufgeteilt:
- F. pratensis pratensis Retzius, 1783[4]
- F. pratensis starkei Betrem, 1960[5]

Eine sehr ähnliche Art ist Formica nigropratensis Betrem 1962.
Eine andere Wiesenameise, Formica nigricans Emery 1909, wurde von Bernhard Seifert 1996 als ökomorphe Form der Formica pratensis klassifiziert.